# 浮田正生
浮田 正生（うきた まさおう、元文5年（1740年） - 文政8年1月29日（1825年3月18日））は、江戸時代後期の人物。八丈島に配流となった宇喜多一族。通称は、四郎、徳太夫、忠平。父は浮田正道。子に正寂、小右衛門、フユ（宇喜多秀一の祖母）。兄弟に正平（太郎）、正休（三郎）、継諦（五郎）。

## 生涯
浮田忠平家の当主浮田正道の三男として生まれる。
寛延3年（1750年）に、父・正道が死去により、兄・正平が家督を継ぎ、その後、兄をあとを受けて正生が家督を継ぐ。
文政8年（1825年）に死去（戒名、実徃生真信士）。